# Valenční pás
Valenční pás je poslední pás v elektronovém obalu, ve kterém se vyskytují ještě elektrony v základním stavu. Elektrony zde mají nejvyšší energii ze všech pásů, pokud je valenční pás zcela zaplněn jde o nevodivou látku. Podaří-li se chemickou či fyzikální interakcí (například dodáním tepla) excitovat elektron, látka se stává vodivou. O pásové struktuře elektronového obalu naleznete více v článku Pásová struktura.